# Pigeon Creek
Pigeon Creek é um lugar designado pelo censo localizado no condado de Summit no estado estadounidense de Ohio. No Censo de 2010 tinha uma população de 882 habitantes e uma densidade populacional de 380,49 pessoas por km².

## Geografia
Pigeon Creek encontra-se localizado nas coordenadas 41° 06′ 36″ N, 81° 40′ 20″ O. Segundo o Departamento do Censo dos Estados Unidos, Pigeon Creek tem uma superfície total de 2.32 km², da qual 2.32 km² correspondem a terra firme e (0%) 0 km² é água.

## Demografia
Segundo o censo de 2010, tinha 882 pessoas residindo em Pigeon Creek. A densidade populacional era de 380,49 hab./km². Dos 882 habitantes, Pigeon Creek estava composto pelo 96.15% brancos, 1.93% eram afroamericanos, 0% eram amerindios, 1.25% eram asiáticos, 0% eram insulares do Pacífico, 0% eram de outras raças e 0.68% pertenciam a duas ou mais raças. Do total da população 0.91% eram hispanos ou latinos de qualquer raça.